# Geoponica
I Geoponica sono una collezione di venti libri di agronomia, compilata durante il decimo secolo a Costantinopoli, nell'Impero bizantino, sotto l'imperatore Costantino VII Porfirogenito, in greco.

## L'uso anteriore del termine
Gli Scriptores rei rusticae o Geoponici (forme latinizzata del greco antico Γεωπονικοί) sono un termine che raggruppa gli autori greci o romani in tema di allevamento e di agricoltura.

## I Greci
I Greci consideravano, nel periodo classico, i lavori di questo soggetto come rientranti nelle scienze economiche: ad esempio le opere di Aristotele e Teofrasto. Anche Oeconomicus e i Memorabilia (ii.4) di Senofonte contengono tra l'altro un elogio dell'agricoltura e gli effetti benefici dal punto di vista etico. I trattati sull'agricoltura (Περι γεωργίας) attribuito a Democrito d'Abdera utilizzò grandemente le compilazioni anteriori. Più tardi, Cassio Dionisio tradusse e semplificò i grandi lavori di Magone il Cartaginese, che è ancora più condensato da Diofane di Nicea ad uso del re Deiotaro di Bitinia. Gerone II e Attalo III Philométor sono ugualmente citati dai compilatori romani.
Una grande attenzione al soggetto è stata data nel periodo Alessandrino, ma gli autori romani divennero più considerati di quelli greci.

## La compilazione deiGeoponica
La raccolta nel testo ora da noi conosciuto risale al X secolo (anche se da alcuni è attribuita al VII secolo); l'autore del nucleo più consistente, Cassiano Basso appartiene al VI secolo e ha subito l'influenza delle varie compilazioni sull'agricoltura del mondo romano, in particolare del lavoro di un altro compilatore "agricolo", Vindonio Anatolio del quarto secolo.
Le fonti dei Geoponica includono Plinio il Vecchio, varie opere di agricoltura greca perse del periodo romano ed ellenistico ed autori di veterinaria, l'agronomo Magone il Cartaginese e perfino testi attribuiti a Zoroastro.
La "tradizione" greca del manoscritto è estremamente complessa e non completamente capita. Traduzioni in siriaco, persiano, arabo, armeno attestano la relativa popolarità in tutto il mondo.

## Le traduzioni in latino
Nel 1137 Burgundio Pisano a Costantinopoli tradusse in latino i libri 6, 7, 8 e li denominò Libri de vendemiis.
Si sono conservati molti manoscritti dell'epoca, di cui uno alla Biblioteca Laurenziana, con in margine i nomi degli autori antichi dai quali i capitoli dei Geoponica greci sono stati tratti. Gli studiosi moderni dubitano anche su queste attribuzioni.

## Contenuti
I Geoponica abbracciano tutto il modo delle informazioni agricole, compresa la meteorologia celeste e terrestre, la viticoltura, l'olivicoltura, l'apicultura, medicina veterinaria, la costruzione di stagni per la piscicultura.
Un indice sommario dei contenuti dell'opera è il seguente:
- 1. Dell'atmosfera e dell'aumentare e della regolazione delle stelle:
- 2. Dei generale generali che appartengono all'agricoltura e dei generi differenti di cereali:
- 3. Di varie funzioni agricole adatte ad ogni mese:
- 4-5. Della coltura della vite:
- 6-8. Del fare del vino:
- 9. Della coltura dell'oliva e del fare dell'olio:
- 10-12. Di orticoltura:
- 13. Degli animali e degli insetti nocivi alle piante:
- 14. Dei piccioni e di altri uccelli:
- 15. Delle simpatie e delle antipatie naturali e dell'amministrazione delle api:
- 16. Dei cavalli, degli asini e dei cammelli:
- 17. Dell'allevamento del bestiame:
- 18. Dell'allevamento delle pecore:
- 19. Dei cani, delle lepri, dei cervi, dei maiali e del salare la carne:
- 20. Dell'allevamento dei pesci

## Testi
- 1538 Constantini Cæsaris selectarum præceptionum de agricultura libri viginti, Iano Cornario medico physico interprete. Venezia 1538; Basilea 1538, 1539, 1540; Lione 1541.o textus editionis 1541
- 1539 Geoponika: De re rustica selectorum libri xx Graeci, Constantino quidem Caesari nuncupati ed. Io. Alexander Brassicanus. Basilea 1539.o
- 1542 Constantino Cesare de li scelti et utilissimi documenti de l'agricoltura, nuouamente dal latino in uolgare tradotto per M. Nicolo Vitelli. Venezia 1542.o
- 1543 Les XX livres de Constantin Cesar, ausquelz sont traictez les bons enseignemens d'agriculture tr. Anthoine Pierre. Poitiers [Pictaviae] 1543, 1545; Parigi 1550. texto
- 1543 Cassii Dionysii Uticensis de agricultura libri XX, desyderati diu et falso hactenus Constantino Caes. adscripti. Lione 1543. texto
- 1543 Ex commentariis Geoponicis, siue De re rustica, olim Diuo Constantino Caesari adscriptis, octo ultimi libri. Colonia 1543. texto
- 1549 Costantino Cesare de notevoli et vtilissimi ammaestramenti dell'agricoltura, di greco in uolgare novamente tradotto per Pietro Lauro. Venezia 1549.
- 1551 Geoponica: Der Feldbaw, oder das Buch von der Feldarbeyt, vor tausent Jaren von dem christlichen Keyser Constantino IIII. inn griechischer spraach beschriben, vnnd durch D. Michael Herren verdolmetscht. Strasburgo1551.
- 1658 Geoponicon libri XX. qui à nonnullis Dionysio Uticensi, ab aliis Constantino Magno imperatore attribuuntur. Lione 1658.
- 1704 Geoponika: Geoponicorum sive De re rustica libri XX Cassiano Basso scholastico collectore ed. Peter Needham. Cambridge 1704.
- 1781 Geoponicorum sice De re rustica libri XX Cassiano Basso, scholastico, collectore ed. Io. Nicolao Niclas. Lipsia 1781.
- 1804 Geoponika tr. T. Owen. London 1804-1805.
- 1895 Geoponica sive Cassiani Bassi scholastici de re rustica eclogae  ed. Henricus Beckh. Lipsiae (Bibliotheca Teubneriana) 1895. ISBN 3-598-71387-8.
- 1960 Geoponiki tr. E. E. Lipshits'. Mosca 1960.
- 1998 Geopónica, o, Extracto de agricultura de Casiano Baso / traducción y comentarios de María José Meana, José Ignacio Cubero, Pedro Sáez. Madrid 1998. ISBN 84-7498-462-9
- 2011 Geoponika: Farm Work tr. Andrew Dalby. Totnes (Inghilterra) 2011. ISBN 9781903018699

## Cinquecentine
- Geoponica <in italiano> Constantino Cesare de noteuoli et vtilissimi ammaestramenti dell'agricoltura, di greco in uolgare nouamente tradotto, per Pietro Lauro modenese da città di Castello, con la tauola di tutto ciò che ne  - In Vinetia : appresso Gabriel Giolito di Ferrarii, 1549 (In Vinegia : appresso Gabriel Giolito de Ferrari, 1549).
- Geoponica <in italiano> De li scelti et utilissimi documenti de l'agricoltura nuovamente dal latino in volgare tradotto / Costantino Cesare. Per m. Nicolo Vitelli da città di Castello, con la tauola di tutto ciò che ne l'ope - In Vinegia : [Bartolomeo & Francesco Imperatore], 1554 (In Vinegia : per Bartholameo detto Imperadore et Francesco suo genero, 1554).
- Geoponica <in italiano> De li scelti et utilissimi documenti de l'agricoltura, nuovamente dal latino in volgare tradotto per Nicolò Vitelli con la tavola di tutto ciò che ne l'opera si contiene et con la dechiaratione de alcu - In Venetia : per Giovan Battista da Borgofranco pauese, 1542.
- Geoponica <in italiano> De noteuoli et vtilissimi ammaestramenti dell'agricoltura, di greco in volgare novamente tradotto, per Pietro Lauro modonese. Con la tauola di tutto ciò che nell'opera si comprende / Costantino Cesare - In Venetia : appresso Gabriel Giolito di Ferrari, 1542 (In Venetia : appresso Gabriel Iolito de Ferrarii, 1542).
- Geoponica <in latino> Constantini Caesaris selectarum praeceptionum, de agricultura libri viginti, Iano Cornario ... interprete, recens in lucem emissi. Cum indice rerum scitu dignarum copiosissimo. - Venetiis : [Giacomo Pocatela], 1538 (Venetiis : apud d. Iacob a Burgofrancho Papiensem, mense Octob. 1538).